# Trunks Saga
De Trunks Saga is een van de saga's van de animeserie Dragonball Z.
Deze saga werd voor het eerst getoond in 1991, in Japan.
In de Trunks Saga wordt het personage Trunks geïntroduceerd.
Tevens vormt het een eerste aanzet naar de grote verhaallijn rond de strijd tussen de Z-fighters en de androïden van Dr. Gero.
Deze verhaallijn komt uiteindelijk tot een conclusie in de Cell Games Saga.

## Plot
Eén jaar na de vernietiging van de planeet Namek en de overwinning op Frieza is Goku nog altijd niet teruggekeerd.
Tot hun grote schrik merken de Z-fighters dat Frieza met behulp van cyborg technieken weer volledig hersteld is.
Frieza is op weg naar de Aarde en heeft zijn vader King Cold meegenomen om wraak te nemen.
De Z-fighters spoeden zich onmiddellijk naar de landingsplek van het ruimteschip van Frieza.
Echter, voordat zij in kunnen grijpen verschijnt er plotseling een onbekende Super Saiyan.
Deze jeugdige Saiyan weet op eenvoudige wijze Frieza en King Cold te vermoorden.
Niet lang daarna arriveert ook Goku met zijn ruimteschip.
De onbekende Saiyan heeft een kort gesprek onder vier ogen met Goku, waarbij hij onthult dat hij afkomstig is van de toekomst.
Zijn naam is Trunks, de toekomstige zoon van Vegeta en Bulma.
Trunks waarschuwt Goku dat er over drie jaar een duo androïden zal verschijnen, die de planeet zullen terroriseren.
Ook waarschuwt hij dat Goku voortijdig zal sterven aan een virus, tenzij Goku het medicijn zal gebruiken dat Trunks heeft meegenomen uit de toekomst.
Daarop beginnen de Z-fighters met trainen, om zich zo goed voor te kunnen bereiden op de komst van de androïden.